# Barbara Müller (Historikerin)

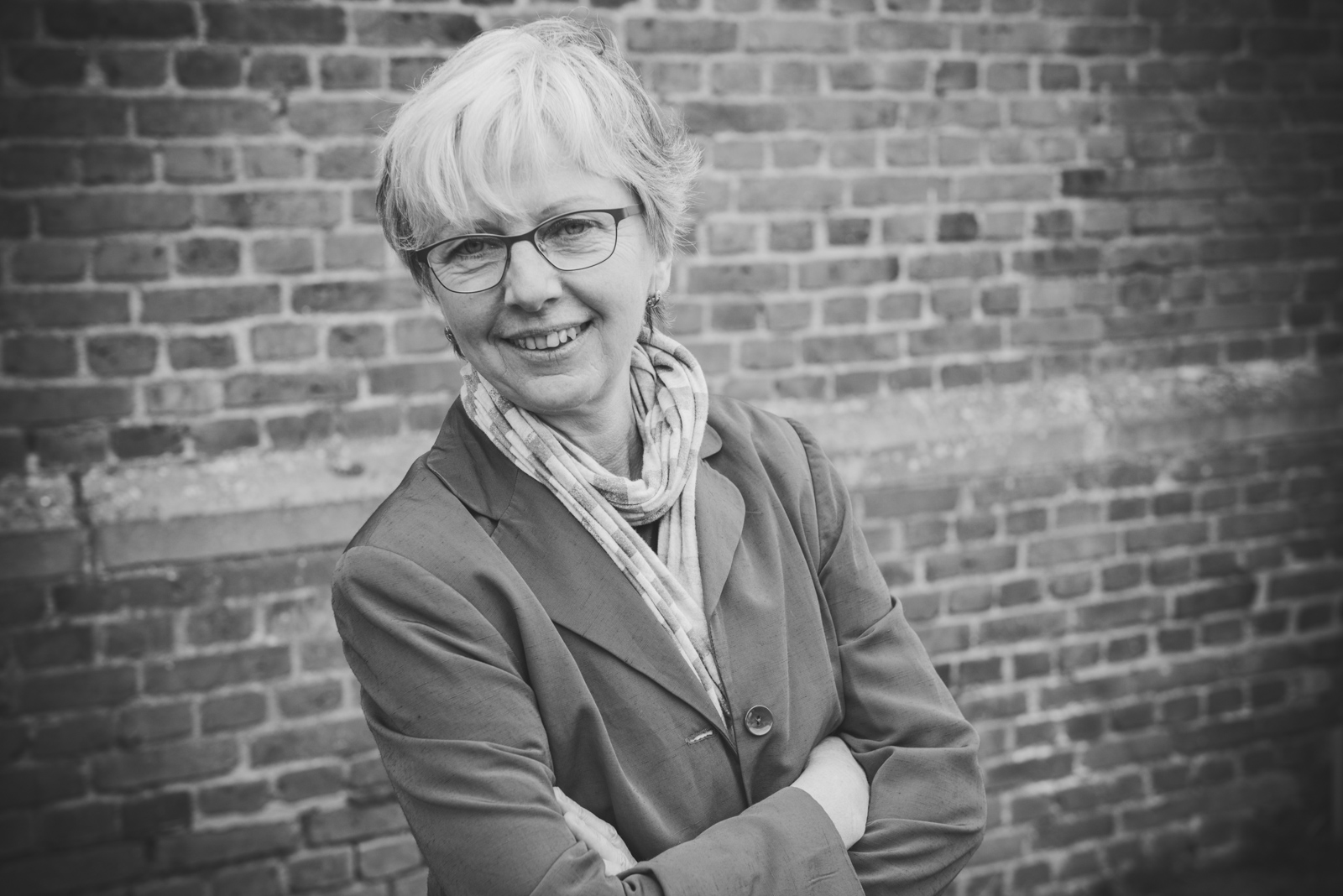
Barbara Müller (2017)

Barbara Müller (* 1959 in Soest) ist eine deutsche Historikerin, Friedens- und Konfliktforscherin, Moderatorin, Organisationsentwicklerin und Coach.

## Leben und Wirken
Müller wuchs in Soest in Westfalen auf. Nach ihrem Abitur im Jahr 1978 am humanistischen Archigymnasium in Soest studierte sie in Münster und Bonn Geschichte, Osteuropäischen Geschichte und Politikwissenschaft mit Magisterabschluss 1984. Seit 1983 war sie in Friedensinitiativen in Bonn und im Hunsrück tätig. Nach ihrem Umzug dorthin wurde sie 1986/87 im Friedensbüro Kastellaun angestellt.
Bereits ab 1984 forschte sie zum Thema des passiven Widerstands bei der Ruhrbesetzung 1923 mit zahlreichen Archivaufenthalten in Merseburg und Potsdam, daraus entstand ihre Dissertation. Zwischenzeitlich arbeitete sie als Friedhofsgärtnerin.
1988 war sie bei den Vorbereitungen zum Kongress Wege zur sozialen Verteidigung tätig,
und erhielt von 1989 bis 1991 Teilförderung von der Berghof-Stiftung für Konfliktforschung für ihre Dissertation, die sie 1995 abschloss. Seitdem ist sie Geschäftsführerin im Institut für Friedensarbeit und Gewaltfreie Konfliktaustragung (IFGK).
1995 wurde sie Mitgründerin des Instituts für Friedensarbeit und Gewaltfreie Konfliktbearbeitung e.V. und wirkte 1997–2003 beim Aufbau und der Sekretariatsführung in der Plattform Zivile Konfliktbearbeitung mit. Sie gehört zum Gründungsteam des Bundes für Soziale Verteidigung (BSV), war dessen Mitglied im ersten Vorstand und später nochmals von 1997 bis 2003. Als Mitglied des Kreistages des Rhein-Hunsrück-Kreises für Pro Rhein-Hunsrück nahm sie 1997 und 1998 als Demonstrationsbeobachterin bei Castortransporten im Wendland teil.
Nachdem Barbara Müller zusätzlich im Jahr 2003 ein Diplom in Organisationsentwicklung bei Trigon Entwicklungsberatung erworben hatte, arbeitete sie von 2006 bis 2010 im Vorstand der Arbeitsgemeinschaft für Friedens- und Konfliktforschung (AFK), als dessen stellvertretende Vorsitzende bis 2008 und 1. Vorsitzende bis 2010. Seit 2010 ist Barbara Müller selbständig tätig im Bereich Coaching – Moderation – Organisationsentwicklung.
Sie machte 2011 einen weiteren Abschluss als System Coach und 2016 als Coach (Basic) im Internal Family System (IFS).
Barbara Müller lebt seit 1989 in Wahlenau im Hunsrück und war von 2019 bis 2024 Ortsbürgermeisterin des Ortes.

## Arbeitsschwerpunkte im Osten und im Globalen Süden
Seit 1991 begann Barbara Müller mit Seminartätigkeit in Ostdeutschland, wo sie Workshops u. a. mit Mitarbeitern von Flüchtlingswohnheimen zum Thema gewaltfreie Strategien zum Umgang mit Gewalt- und Bedrohungssituationen hielt. Noch vor Abschluss ihrer Doktorarbeit hatte sie das IFGK Institut für Friedensarbeit und Gewaltfreie Konfliktaustragung mitgegründet, um zur Gewaltfreiheit Forschenden eine Möglichkeit zu gegenseitigem Austausch, Unterstützung bei Antragsstellungen und Fundraising zu bieten. Dazu gab es regelmäßige Treffen (alle sechs Monate) mit Studientagen, auf denen Forschungsarbeiten besprochen wurden; die strategische Entwicklung des Instituts lag in Müllers Händen. Zehn Jahre lang war sie projektbezogen beim IFGK angestellt. 1996 hieß ihr Forschungsthema Gewaltfrei Intervenieren in Krise und Krieg. Zusammen mit Christian Büttner erarbeitete sie eine vergleichende Analyse von zehn historischen Fällen sowie deren Systematisierung und Übertragung auf Eskalations- und Deeskalationsdynamiken von Konflikten. Daraus wurde ein Arbeitspapier des IFGK im Herbst 1996. Im selben Jahr initiierte und konzipierte Barbara Müller die erste Internationale Tagung des IFGK in der Evangelischen Akademie Mülheim zu den Ergebnissen dieser Studie. Sie finanzierte diese selbst. Von da an weitete sie ihre Aktivitäten zur Friedensforschung auf internationaler Ebene verstärkt aus. Wie bisher gab es am Ende sogenannte Arbeitspapiere und Berichte:
- Zusammen mit Christian Büttner verfasste sie 1997 bis 1999 eine Begleitstudie zum Balkan Peace Team.[10] Diese Arbeit wurde vom Projektverbund Konfliktforschung Niedersachsen gefördert, an der Universität Hannover bei Peter Gleichmann durchgeführt und mit einem internen Bericht abgeschlossen.
- Seit 1997 betrieb sie verstärkt Strategie- und Planungsworkshops für Organisationen und Netzwerke im Bereich Friedensarbeit, Menschenrechte und Entwicklungszusammenarbeit.
- 1999–2001 standen die Möglichkeiten der Förderung von Friedensnetzwerken interner Akteure in Konfliktgebieten im Mittelpunkt. Dazu wurden zwei Workshops in Deutschland und Kroatien und eine Konferenz in Kroatien zum Thema Rückkehr und Zukunft in Knin durchgeführt (Arbeitspapier des IFGK).
- Seit 2001 wurde ein Projekt samt Begleitung beim Bund für Soziale Verteidigung entwickelt mit dem Inhalt (und abgeschlossen mit der Publikation): Gewaltfreie Interventionen planen und anpassen.
- Zur Geschichte des Balkan Peace Team wurde ein Manuskript erstellt und 2004 veröffentlicht, gefördert als Kleinprojekt der Deutschen Stiftung Friedensforschung.
- Danach lag Müllers Arbeitsschwerpunkt in der Organisationsentwicklung und Moderation, seit 2011 im Coaching. Diese Aktivitäten kamen ihrer Wohngegend im Hunsrück zugute in Gestalt von Dorfmoderation in ihrem Heimatort Wahlenau und Hilfe zur Organisationsentwicklung für das Ärzteteam in Büchenbeuren.
- Ab 2011 widmete sie sich als Mitentwicklerin von ASHA (Advanced Social Historical Analysis) [11] Operationen in Indien, zusammen mit Khurshid Anwar, Shruti Chaturvedi und Wolfgang Heinrich. Sie  moderierte Pilotworkshops zu ASHA in Dhaka (2012 und 2013) und Mammalapuram Indien (2016).
- Im Auftrag von Brot für die Welt gab sie ihre Erfahrungen als Planerin und Moderatorin an Lernwerkstätten weiter zum Austausch von Experten aus dem Globalen Süden (Evangelischer Entwicklungsdienst (EED))[12] 2005 / 2015 / 2017.

## Veröffentlichungen
- Gewaltfreie Interventionen Planen und Anpassen (GIPA). Eine Handreichung. Institut für Friedensarbeit und Gewaltfreie Konfliktaustragung, 2007, ISBN 978-3-935431-78-1.
- Chronik Büchenbeuren. 1993. Hrsg. von der Ortsgemeinde Büchenbeuren. ISBN 978-3-929866-00-1.
- Passiver Widerstand im Ruhrkampf. Eine Fallstudie zur gewaltlosen zwischenstaatlichen Konfliktaustragung und ihren Erfolgsbedingungen. Diss. 1995, ISBN 978-3-8258-2675-8.
- Kämpferische Demokratie. Militärische Besetzung und gewaltlose Befreiung des Ruhrgebiets 1923-1925. Irene Publishing, Sparsnäs 2025. ISBN 978-9189-9262-02.
- Eine Liste weiterer Veröffentlichungen findet sich auf der Homepage des Instituts für Friedensarbeit und gewaltfreie Konfliktaustragung.